# گروه ناسیونالیست
گروه ناسیونالیست حزبی با خط ملی‌گرایی بود که در سالهای آغازین دهه بیست فعالیت می‌کرد.
کروه ناسیونالیست توسط ضیاء مدرس، امیرشاپور زندنیا، سیروس رامتین و فریبرز بزرگ زاده تأسیس شد. این گروه اصول و عقاید خود را در کتابی با عنوان ناسیونالیسم ما منتشر کردند. ارگان این گروه روزنامه جام جم بود. این گروه از موافقان عملکرد سیاسی رضا شاه بوده ولی خروج او را از کشور در شهریور ۱۳۲۰ امری نادرست دانسته داده بودند.
آقای محمود تربتی سنجابی در کتاب کودتاسازان می نویسد: «سازمان یگانگی ملی و گروه ناسیونالیست های انقلابی (گنا) که توسط شاپور زندنیا و سیروس رامتین و جهانگیر مقدادی و ضیاء مدرس تشکیل شدند و هدفشان دست اندازی بر حکومت از طریق کمپلو و ساختن ایرانی صنعتی و نیرومند با به هم پیوستن مجدد اقوام ایرانی از آسیای میانه تا مدیترانه و ایجاد شاهنشاهی اقوام ایرانی در یک دولت تام تعاون ملی بود که اصول عقایدشان را در کتابی با عنوان «برای پان ایرانیسم» ارائه داده بودند.»(کودتاسازان، محمود تربتی سنجابی، مؤسسه فرهنگی کاوش، چاپ اول 1376، ص152)